# В'язень (фільм)
«В'язень» (англ. One in the Chamber) — американський бойовик 2012 року.

## Сюжет
Бізнес найманого вбивці Рея йде дуже добре. Конкуруючі угрупування ділять сфери впливу в місті, а Рей допомагає їм розправлятися з конкурентами. Але одного разу все пішло не так — Рей не виконав завдання, чим викликав гнів одного з ватажків мафії. Тепер за ним самим полює професійний убивця.

## У ролях
| Актор                 | Роль              |
| --------------------- | ----------------- |
| Кьюба Гудінг молодший | Рей Карвер        |
| Дольф Лундгрен        | Олексій Андрєєв   |
| Клаудія Бассольс      | Дженіс Ноулз ««»» |
| Ендрю Бікнелл         | Михайло Суверов   |
| Лео Грегорі           | Боббі Суверов     |
| Луїс Манділор         | Дем'ян Іванов     |
| Біллі Мюррей          | Лео Кросбі        |
| Аарон Макферсон       | Пітер             |
| Лія Сінчевічі         | Міла              |
| Славі Славов          | охоронець 1       |